# Ibn Ashir
Ibn Ashir[ 1582 (990 tras la hégira)-1634 (1040 tras la hégira)] fue un prominente jurista suní malakí de origen andalusí afincado en Fez durante el sultanato saadí, conocido por su obra Al-Murshid al-Mu'een  muy memorizada en las madrasas.